# Makbet (film 1908)
Makbet (ang. Macbeth) – amerykański krótkometrażowy film z 1908 w reżyserii Jamesa Stuarta Blacktona.

## Obsada[1]
- William V. Ranous jako Makbet
- Paul Panzer jako Macduff
- Charles Kent jako Duncan
- Louise Carver jako Lady Makbet
- Édouard de Max
- Florence Lawrence jako gość bankietowy
- Florence Turner jako gość bankietowy